# Kościół św. Jacka we Wrocławiu
Kościół świętego Jacka – rzymskokatolicki kościół parafialny należący do dekanatu Wrocław Północ III (Psie Pole). Znajduje się na osiedlu Swojczyce.

## Historia
Świątynia została zbudowana przez protestantów w 1537 roku (pierwotnie nosiła wezwanie Opatrzności Bożej). Rozbudowana została w 1630 roku. W 1654 roku Kościół został zabrany protestantom i przekazany katolikom. W 1708 roku na mocy ugody altransztadzkiej kościół został oddany ewangelikom. W 1710 roku świątynia została rozbudowana, została dobudowana wieża, która runęła w 1889 roku i uszkodziła część ściany nawy – obecnie murowanej. W 1890 roku została wzniesiona nowa wieża. Budowla była remontowana w 1804 i 1843 roku. Świątynię przejęli katolicy w 1946 roku i wyremontowali.

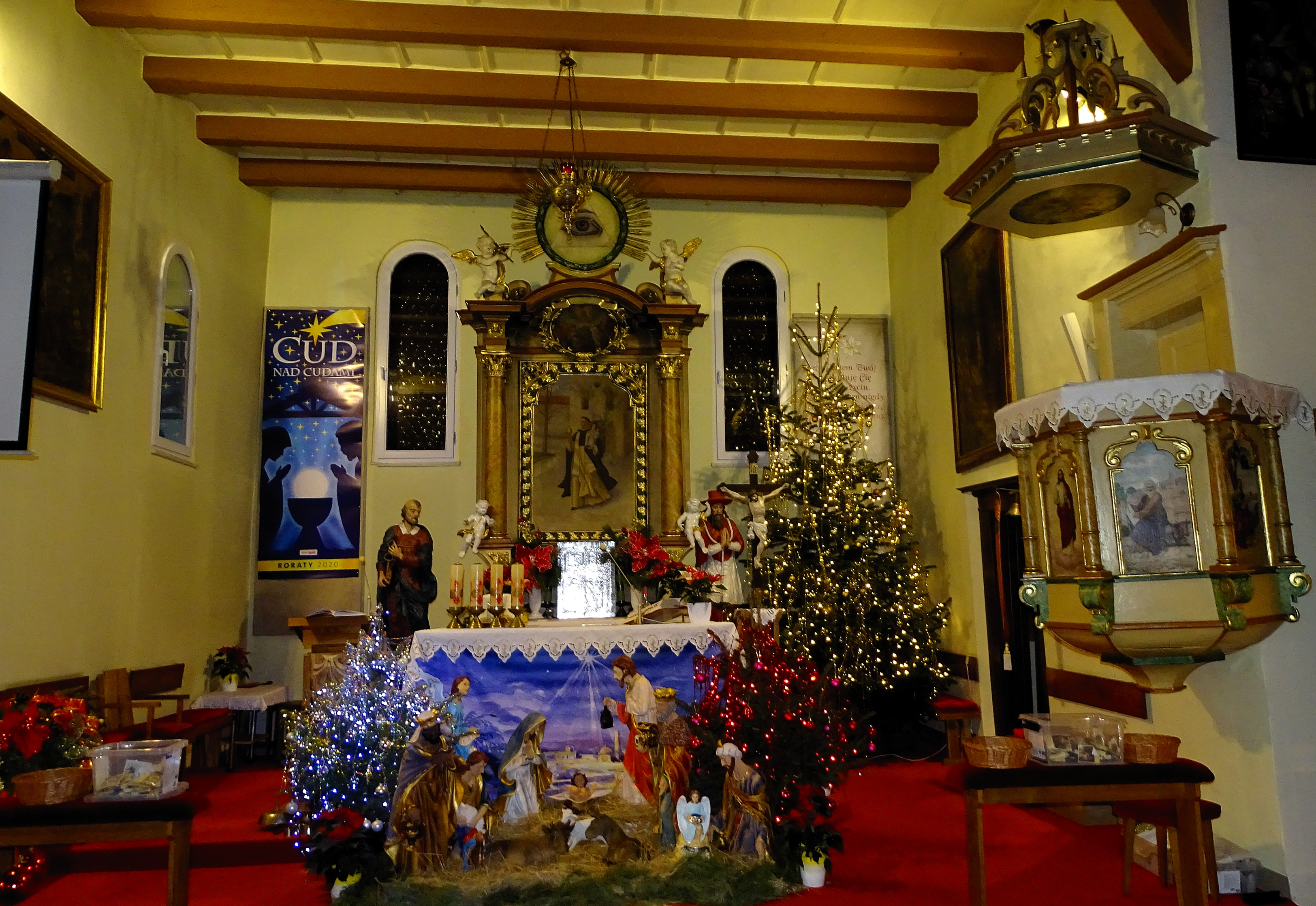
Wnętrze świątyni

## Architektura
Jest to budowla szachulcowa, trzynawowa, posiadająca konstrukcję słupowo – ramową. Świątynia jest orientowana. Składa się z mniejszego prezbiterium od nawy, zamkniętego prostokątnie, z boku znajduje się zakrystia. Fasada frontowa i wieża są murowane. Wieża na planie kwadratu posiada kruchtę w przyziemiu i zegar. Jest zwieńczona blaszanym dachem hełmowym w kształcie ostrosłupa. Kościół posiada dach dwukalenicowy, nakryty dachówką. Wnętrze nakryte jest stropem płaskim, belkowym. Wewnątrz znajdują się empory, podparte słupami. Do wyposażenia należą ołtarz główny wykonany w XVIII wieku i ambona wykonana w 2 połowie XVII wieku, obydwa w stylu barokowym, a także chrzcielnica kamienna, reprezentująca styl neogotycki wykonana w 1865 roku.